# 浦田直治
浦田 直治（うらた なおじ、1936年9月8日 - ）は、群馬県桐生市出身の元プロ野球選手（捕手）・コーチ。

## 来歴・人物
桐生市立境野中学校では主将を務める。2年次の1950年には東京六大学秋季リーグ戦試合開始前の神宮に行き、法政大でプレーする根本陸夫を訪ねた。
監督が日大出身で根本の2年先輩であり、主将の浦田に「後輩に根本っていう選手がいた。今は法政大学でキャッチャーをしている。俺が頼むから、みんなを連れて六大学を見に行き、野球の勉強をしてきなさい」と言ったのが、根本と会ったきっかけである。浦田は根本宛に手紙を書くよう命じられ、野球部全員で行くことや試合観戦の希望を記して投函していたが、根本という選手について先生は何も教えてくれなかった。
練習中の根本はユニフォームのまま「おおっ、よう来たな!」と声をかけ、最初から親しい間柄のように会話をしてくれた。「お前ら、まだ昼飯食ってないだろ?」と球場の食堂に連れていき、戦後間もない頃に御馳走中の御馳走であったカレーライスを振る舞った。先生からの口添えに加え、手紙を出していたものの、想像を絶する歓待ぶりに浦田は驚いた。「食べ終わった頃に迎えに来るから。スタンドに案内する」とまで言われ、浦田は「なぜ、ここまで面倒見てくれるのだろうか」と思っていた。
その後、大学の理事長が来て「何でこんなとこで食ってるんだ?」と怒られたので、浦田は根本のことを話したが、理事長に「ここはお前らが入れるところじゃないんだ」と言われるが、練習に行っていた根本が戻ってきた途端に理事長と言い合いになる。大学や連盟に断りなく、勝手な振る舞いと映ったわけだが、野球部の先輩からの依頼に最大限の誠意を持って応える、ただそれだけの思いで取った根本の行動であった。
試合が終わり、浦田が代表して礼を述べた後も、より早い電車での帰り方を指南するなど、最後まで親切にしてくれた。その頃の浦田はまだ中学2年生で、新チームになったばかりであった。
大下弘に憧れてプロ野球選手を目指していたため、3年生になって、プロ入りに有利と思われる高校を探したところ、地元では桐生高校から10人がプロ入りしていた。同校は甲子園にも春夏合わせて15回の出場を誇り、春に準優勝していたため進学を決断した。桐生高は難関校であったが、一生懸命に勉強して何とか入学できた。
1952年に進学後は1年下のエース今泉喜一郎を擁し、2年次の1953年秋季関東大会に進むが、1回戦で水戸農に敗れる。甲子園には行けなかったが、捕手としてプロでやれるだけの自信はついていた。
浦田は国鉄に入って金田正一の球を受けたかったため、高校の先輩である二塁手の中村栄を通じて入ろうと思っていたが、稲川東一郎監督から社会人入りを勧められる。大昭和製紙が獲りに来ていたのだが、遊撃手であった稲川の息子の事情があった。浦田が入社を承諾すれば息子も一緒に入れる、という条件を提示されていた。稲川に口説かれた両親に説得され、やむなくプロ入りを断念したが、「2年後にはプロに行きますよ」と宣言して卒業後の1955年に入社。2年目の1956年の都市対抗では準決勝に進むが、熊谷組に敗退。それでも都市対抗で活躍して注目され、西鉄ライオンズからの誘いを受け、1957年に入団。
1年目から一軍で起用され、10月には2試合に捕手として先発出場したが、和田博実らの壁を破れなかった。1959年には8試合、1961年には5試合に先発マスクを被る。なかなか出場機会は得られぬまま、1964年限りで現役を引退するが、1966年には復帰。コーチ兼任の1968年まで捕手として在籍した。
引退後も西鉄→太平洋→クラウン→西武とライオンズ一筋に、一軍バッテリーコーチ兼スコアラー（1969年）、先乗りスコアラー（1970年）、スカウト（1971年 - 1976年）、チーフスカウト（1977年, 1981年 - 1994年）、チーフスカウト兼一軍投手コーチ（1978年 - 1980年）、球団本部長（1995年 - 1998年 後に編成部長を兼務）。球団取締役（1999年 - 2005年）を歴任。捕手出身にも関わらず、投手コーチも経験した。
西鉄コーチ時代は契約更改時の査定も担当。ある日、球団の上層部が「広島は大リーグの査定システムを採り入れているらしい。誰か、広島で知ってる人がいたら聞いてもらえないか」と言ってきた。浦田が「広島なら根本さん、知ってますよ」と返すと、「え?お前、根本さん知ってるの?」となって会いに行くことになった。
浦田が朝早くに広島市民球場内の球団事務所を訪ねると、根本が待っていた。呉でオープン戦があるということでバスが停まっており、根本から「お前、一緒に乗ってけ。ゲーム一緒に見ろ。ここに座れ」と言われて、根本の横に座らされた。呉まで連れて行かれて査定の書類の話など一言も出ず、広島市に隣接する呉市とはいえ、バスに1時間強も揺られた。想定外の遠征に浦田は辟易としかけたが、初対面から尊敬の念を抱く先輩にお願いする立場で何事も従うしかなかった。
それでも試合が終わって戻るとすぐ、根本が無言で書類を持ってきた。中には関係ない書類もあって、「査定のとこだけでいいんです」と言ったら、根本は「いやいい。 全部持ってけ」と返した。そのため、西鉄も同じように査定をし始めたが、現在の西武にも受け継がれている。
その後は黒い霧事件の影響で西鉄球団は弱体化し、八百長に絡んだとされる6選手が出場できず、戦力ダウンした西鉄は1970年4月末から最下位に低迷。同年に浦田は先乗りスコアラーになっていたが、どれだけ相手のデータを集めて分析したところでチーム浮上の見通しが立たなかった。夏場になった頃に稲尾和久監督に相談し、稲尾に「もう先乗りいらんやろ?」と言ったところ、「そうやなあ…」と返ってきた。浦田は球団に理由を言って「辞めます」と伝えたが、すぐにスカウト部長から電話がかかってきて「手伝ってくれ」となり、夏からスカウトを手伝った。
1971年から正式にスカウト部の一員になると、球団専務から部署全員に「12球団の練習を見て来い」と指令が飛んだ。手分けしてキャンプを視察することになって、南海と広島を見に行くことになった。広島は根本が監督であるため、宮崎の日南まで行ったら、「お前、俺んとこへ一緒に泊まれ」と言われた。浦田は「いや、いいですよ、自分でホテル取ってますから」言ったが、本当にいつも歓待ぶりが凄かった。
浦田の最初のドラフトは黒い霧事件の影響で上位3人が揃って入団拒否となったが、 1位指名の吉田好伸については、調査不足が一番の原因であった。吉田が小児麻痺で股関節を痛めていたこと、股関節を治した医者が最後までプロ入りに反対していたことを、浦田は知らなかった。入団拒否した吉田は、1969年のドラフトでもロッテに7位指名されながら断っているが、その理由を浦田は調べ上げていなかった。医者がプロ球界をよく知らず、「プロの練習で股関節を無理に広げられたら再発する」と吉田に助言していたことも知らずにいた。この経験から浦田は「絶対不足がないように」と、「この選手を獲りたい」と思ったら、徹底的に調査した。
失敗の経験が「根本の右腕」を誕生させる契機となるが、この年にドラフト外で加藤初を担当して獲得している。浦田も在籍した大昭和製紙のエースで、ドラフト1位候補であったが、同社のチーム事情によってどの球団も指名を回避するしかなかった。それでも加藤本人にはプロ入りへの強い意志があることを浦田が確認し、両親を説得して契約となった。加藤は獲れたが、ドラフトには失敗したため、浦田は球団社長に辞表を出した。その後すぐ呼ばれて、「お前、これ、辞表じゃないか」と社長が言った直後、「ここで破るぞ」と目の前で封筒を破った。社長は「1位で指名しようとした選手が入ったんだから、辞表なんか出す必要ないし、絶対受け取らない」と言われて残った。
1972年に加藤が1年目で17勝を挙げて新人王に輝くと、球団内で浦田の評価が一気に高まった。
シーズンオフに西鉄の身売りが決まり、球団が「太平洋クラブライオンズ」に変わった後も、浦田が担当して獲った選手が次々に一軍で活躍。太平洋クラブとはスポンサー契約した企業名で、親会社を持たない球団であり、財政難がネックであったが、無名でも実力ある選手を獲りにいく新人補強の中心に浦田がいた。
スポンサーがクラウンライターに変わった1977年に浦田はチーフスカウト就任を要請されるが、スカウト陣は皆が年上のコーチ経験ある人ばかりで、当時41歳の浦田より下は一人しかいないなどの理由もあり、最初は球団には「嫌だ」と断ったものの、オーナーに「お前な、代表やら専務がやれって言ってるんじゃないんだ。俺が浦田にさせろって言ってるんだ」と言われて断り切れなかった。
会議という名目で全スカウトを呼び寄せた浦田は、球団からのチーフ就任要請を断っていることを伝えた。浦田が「僕は皆さんより年下だから」と言うと、「いや、そんなことはない。お前が適任だ。俺ら応援してやるからチーフをやれ」 と返す者がいて、すぐに全員が賛同した。実際に浦田のスカウト経験は丸6年と誰よりも長く、実績も積み上げていたため球団の評価も高く、反対する理由は無かった。それでも自身は年齢の違いが気になり、仕事以外では先輩として立てることを条件に引き受けた。その年のオフに浦田が尊敬する根本の監督就任が決まる。
チーフスカウト1年目には江川卓に入団拒否、1978年2月のキャンプインには江田孝一軍投手コーチが脳卒中で倒れて急逝。近鉄コーチ時代のスカウトという間柄で親交も厚い野球人であり、江田は前年で辞める予定であったが、根本のたっての希望で残留していた。そのため相当にショックを受けていたが、「チームは前に進まないといかん」ということで、通夜の後には浦田に「お前が手伝え」と伝えた。捕手出身の浦田なら投手のことも分かる、という考えであり、当初はキャンプ中のみの就任でその間に正式なコーチを見つける予定であったが、最終的には「見つからんから1年手伝え」と言われる始末となった。
スカウティングに口を挟まない根本もコーチングにはうるさく、当時は選手に厳しかったが、コーチにはもっと厳しかった。特に投手の指導にはうるさく、気がついたことをどんどん言ったほか、「コイツを育てよう」と思ったらつきっきりとなった。同年オフには根本に命じられて山崎裕之のトレードを担当したが、立場はチーフスカウト兼一軍投手コーチのままであった。
根本には「ピッチングコーチ、早く探してくれ」と言いながらも、在任中は人一倍情熱的な指導で、ベテランから若手まで投手陣1人1人の状態を完全に覚えていた。投手の調子を見抜き、ローテーションを決めるにはうってつけの存在で、ピッチングを教えたほか、試合での投手起用を監督に進言。1980年シーズン終了後に八木沢荘六新投手コーチ就任が決まり、ようやくスカウト専任の希望が叶った。
スカウト専任に戻った後は秋山幸二・伊東勤・工藤公康といった金の卵を獲得、発足間もない弱小球団を「3年、5年先を考えた」ドラフト戦略で常勝軍団に育てていった。根本イズムの継承者といわれ、いわゆる「隠し球ドラフト」「一本釣り」と呼ばれる、無名有望選手の獲得を数多く実行。
1998年には、「横浜以外なら社会人」を宣言していた松坂大輔をくじ引き直後の電撃訪問で口説き落とした。この時、浦田はくじ引きの結果次第ですぐにアプローチ出来るように横浜高校校門前で待機していた。くじ引き直後にも「自分の気持ちは変わらない」という松坂であったが、報道陣から「西武の関係者が校門前に来ているようですが」といわれ、笑みを浮かべながら困惑する様子が中継されている。
徹底したチーム事情の把握、それに対応した戦力補強は、25年連続Aクラス（2006年シーズンまで）を維持し、常勝軍団を支え続ける影の立役者となった。

## 詳細情報

### 年度別打撃成績
| 年 度     | 球 団     | 試 合 | 打 席 | 打 数 | 得 点 | 安 打 | 二 塁 打 | 三 塁 打 | 本 塁 打 | 塁 打 | 打 点 | 盗 塁 | 盗 塁 死 | 犠 打 | 犠 飛 | 四 球 | 敬 遠 | 死 球 | 三 振 | 併 殺 打 | 打 率 | 出 塁 率 | 長 打 率 | O P S |
| --------- | --------- | ----- | ----- | ----- | ----- | ----- | -------- | -------- | -------- | ----- | ----- | ----- | -------- | ----- | ----- | ----- | ----- | ----- | ----- | -------- | ----- | -------- | -------- | ----- |
| 1957      | 西鉄      | 3     | 5     | 5     | 0     | 1     | 0        | 0        | 0        | 1     | 1     | 0     | 0        | 0     | 0     | 0     | 0     | 0     | 1     | 0        | .200  | .200     | .200     | .400  |
| 1958      | 西鉄      | 3     | 2     | 2     | 1     | 1     | 0        | 0        | 0        | 1     | 0     | 0     | 0        | 0     | 0     | 0     | 0     | 0     | 1     | 0        | .500  | .500     | .500     | 1.000 |
| 1959      | 西鉄      | 13    | 22    | 20    | 3     | 5     | 0        | 0        | 0        | 5     | 0     | 0     | 1        | 0     | 0     | 1     | 0     | 1     | 5     | 0        | .250  | .318     | .250     | .568  |
| 1960      | 西鉄      | 14    | 14    | 14    | 0     | 1     | 0        | 0        | 0        | 1     | 0     | 0     | 0        | 0     | 0     | 0     | 0     | 0     | 4     | 0        | .071  | .071     | .071     | .143  |
| 1961      | 西鉄      | 18    | 27    | 25    | 0     | 4     | 0        | 0        | 0        | 4     | 0     | 0     | 0        | 0     | 0     | 2     | 0     | 0     | 6     | 0        | .160  | .222     | .160     | .382  |
| 1962      | 西鉄      | 2     | 1     | 1     | 0     | 0     | 0        | 0        | 0        | 0     | 0     | 0     | 0        | 0     | 0     | 0     | 0     | 0     | 0     | 0        | .000  | .000     | .000     | .000  |
| 1963      | 西鉄      | 3     | 2     | 2     | 0     | 0     | 0        | 0        | 0        | 0     | 0     | 0     | 0        | 0     | 0     | 0     | 0     | 0     | 0     | 0        | .000  | .000     | .000     | .000  |
| 1964      | 西鉄      | 14    | 13    | 13    | 0     | 4     | 0        | 0        | 0        | 4     | 1     | 0     | 0        | 0     | 0     | 0     | 0     | 0     | 2     | 0        | .308  | .308     | .308     | .615  |
| 通算：8年 | 通算：8年 | 70    | 86    | 82    | 4     | 16    | 0        | 0        | 0        | 16    | 2     | 0     | 1        | 0     | 0     | 3     | 0     | 1     | 19    | 0        | .195  | .233     | .195     | .428  |

### 背番号
- 41 （1957年 - 1964年、1966年 - 1968年）
- 80 （1969年）
- 75 （1978年 - 1980年）